# Широко (Козенца)
Широко је насеље у Италији у округу Козенца, региону Калабрија.
Према процени из 2011. у насељу је живело 26 становника. Насеље се налази на надморској висини од 21 м.